# Xterm
xterm (anglická výslovnost [ˈekstəːm]) je standardní unixový emulátor terminálu pro X window system. Uživatel může mít naráz spuštěno mnoho různých instancí xtermu na jedné obrazovce, některé z nich poskytují nezávislý vstup/výstup z procesů běžících v něm (normálně je proces Unixový shell).
xterm vznikl ještě před X Window systémem. Původně byl napsán jako samostatný emulátor terminálu pro VAXStation 100 (VS100) Markem Vandervoordelem, studentem Jimmyho Gettyse, v létě 1984, tedy v době, kdy započaly práce na X window systému. Brzy však došel k názoru, že by projekt mohl být užitečnější jako součást X Window systému než jako samostatný projekt, proto jej začlenil do X. Jak Getty vypráví: „některé vnitřní části xtermu jsou natolik strašné, protože systém byl původně plánován jako samostatný projekt, jenž měl být schopen ovládat VS100 obrazovky.“

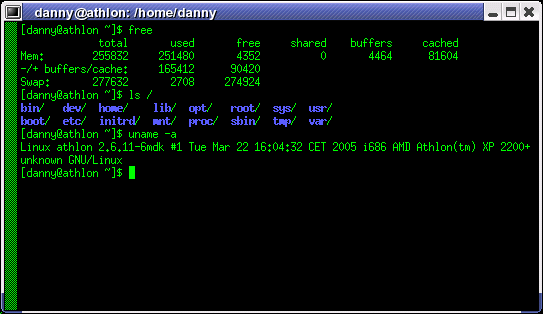
xterm s Metacity skinem

Po mnoha letech jako součást X implementace, okolo roku 1996, byla hlavní vývojová větev přesunuta na XFree86 (které se forkovalo z X11R6.3) a v současné době je spravováno Tomasem Dickeyem.
V současné době je dostupných mnoho variant xtermu. Většina terminálových emulátorů pro X je v podstatě upravenou variantou xtermu.
Standardní xterm neobsahuje menu toolbar. K tomu, aby se dostal k menu, musí uživatel stisknout Ctrl a levé, prostřední či pravé tlačítko myši. Klasické menu může být zkompilováno a obsahuje ty samé položky jako standardní menu.